# 索尼α100
索尼 α100是Sony在合併了Konica Minolta單眼相機部門之後所推出的第一部數位單眼相機（DSLR），於2006年6月5日正式發表。初期市面上除了有兩種連鏡頭套裝（kit set，DSLR-A100K和DSLRA-A100W）外，尚有單機身販賣版。

## 機身性能
基本上α100可以是為Konica Minolta Dynax 5D（D5D）的後繼機，整體設計與D5D大同小異，不過與D5D相較，α100有幾個地方有了相當程度的加強。
感測器
α100使用了一顆的1020萬像素的APS-C大小CCD感光元件。這顆CCD是由供應給Nikon D200的CCD簡化而來。由於Sony將這顆感測器的傳輸通道由四通道減為雙通道，因此α100的連拍數也降為3FPS。
影像處理器
Sony在α100使用了一顆全新的影像處理晶片--BIONZ。BIONZ在處理影像的速度方面算是相當快速，但BIONZ在處理熱雜訊方面卻是評價不高，因此α100在高ISO方面的表現也是一大罩門。
測光;
α100的測光系統除了有與D5D相同的中央點測光和重點區域測光外，還增加了40區蜂巢測光。
D-Range Optimizer
Sony利用BIONZ的影像處理能力在搭配上40區峰巢測光，發展出了D-Range Optimizer技術，可以有效增加α100動態範圍。不過D-Range Optimizer技術只能在多重分區測光模式及JPG輸出下使用，由於使用限制頗多且成效不甚明顯，因此一般評價不甚突出。
防塵
α100使用了抗靜電鍍膜與SSS震動來達到防塵的能力，不過一般對Sony這種除塵設計的實用性評價不高。
使用者介面
α100仍然保有了與D5D類似的操作介面，除了保有觀景窗下方的眼啟動感測器外，同時也保有了雙肩轉盤的設計，不過左肩上的轉盤由D5D的白平衡轉盤改成多功能轉盤。在LCD方面，α100的LCD大小雖然與D5D一樣保持在2.5"，但像素由D5D的11.5萬像素增加到了23萬像素。
其他
在其他機身性能方面，α100沿用了從D7D以來的CCD位移防手震技術，但改稱為Super SteadyShot, SSS防手震，與D7D/D5D一樣可以降低2.5-3級的快門速度。在對焦模組方面，α100使用了與D7D/D5D相同的對焦模組，有九個對焦點，其中中央對焦點為十字對焦點。不過由於這個對焦模組的性能表現不佳，因此即使α100也如同D7D/D5D一樣有裝設眼啟動感測器，但α100的AF性能也是一直所為人詬病。不僅在光線不足的場合會有嚴重的迷焦情況，即使在光線充足的場所也偶爾會發生迷焦。除了迷焦之外，α100在光線充足的環境下合焦速度也常為人所詬病。
電池
Sony為α100推出了一顆全新的電池--NP-FM55H，使得α100達到了750張CIPA測試的續航力。不過由於NP-FM55H與其他的電池不容，也因此引來不少使用者抱怨。

## 周邊配件
Sony在α100上市的同時也推出了系統閃燈HVL-F36AM和HVL-F56AM，分別是衍生自Konica Minolta的3600HS和5600HS，同時Sony也推出了包含垂直觀景器，觀景窗放大器，快門線在內的多項像機配件。不過由於α100一開始就沒有預留手把接頭，因此Sony一直未對α100推出專用的垂直手把，使得不少消費者對於僅能購買副廠手把一事頗有怨言。

## 外部連結
- 台灣SONY購物網站[]